# Jürgen Tschan

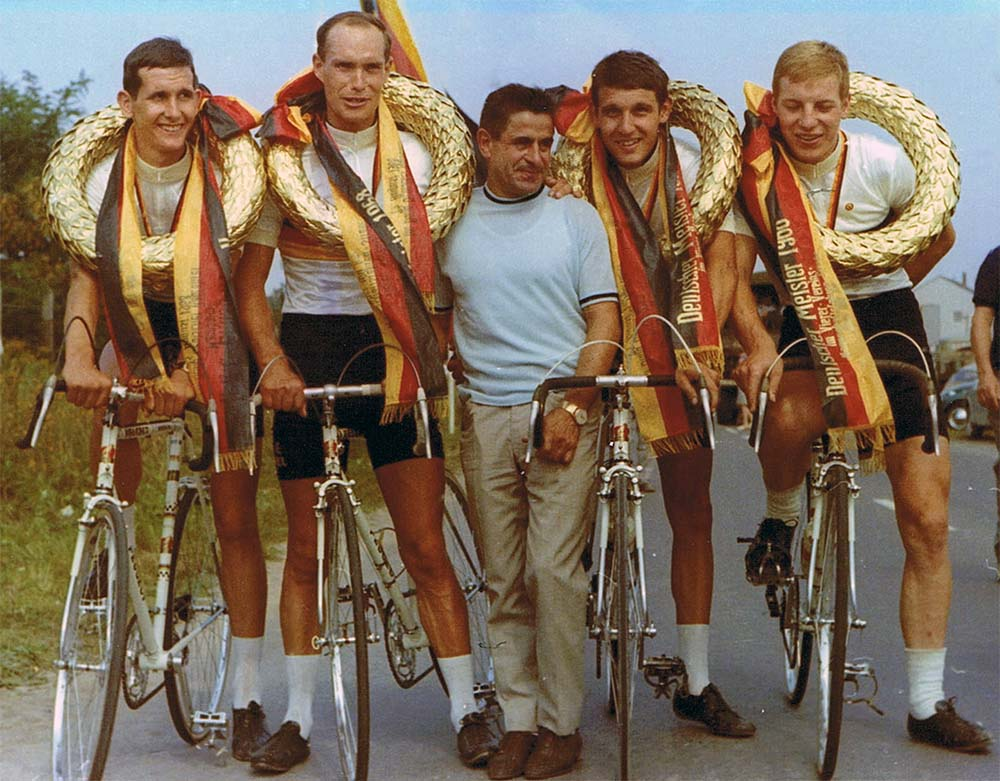
Die Mannschaft des RRC Endspurt Mannheim als deutsche Meister im Mannschaftszeitfahren 1968, mit Jürgen Tschan (2.v.r.). V. l. n. r.: Algis Oleknavicius, Jürgen Walter, Trainer Karl Ziegler, Tschan und Dieter Leitner

Jürgen Tschan (* 17. Februar 1947 in Mannheim) ist ein ehemaliger deutscher Radrennfahrer.

## Sportliche Laufbahn
Tschan, der 1962 mit dem Radsport begann, gewann als Mitglied des RRC Endspurt 1924 Mannheim dreimal die Deutsche Meisterschaft im Mannschaftszeitfahren. Von den traditionsreichen deutschen Eintagesrennen gewann er als Amateur Rund um Frankfurt 1967 und Rund um Köln 1969.
1968 nahm Jürgen Tschan an den Olympischen Spielen in Mexiko teil, sowohl im Straßenrennen wie auch im Mannschaftszeitfahren. Im Straßenrennen kam er auf den 45. Rang, im Mannschaftszeitfahren wurde er mit Burkhard Ebert, Dieter Koslar und Ortwin Czarnowski Achter. Im Jahr darauf gewann er Rund um Köln. Anschließend wurde er Profi. 1970 gewann er als erster Deutscher den Radklassiker Paris–Tours. 1971 errang er die Deutsche Meisterschaft auf Straße. 1972 und 1973 nahm er auch an der Tour de France teil und schloss diese mit einem 45. und einem 37. Platz im Gesamtklassement ab. Anschließend wechselte er zum Bahnradsport und fuhr 54 Sechstagerennen, von denen er sechs mit verschiedenen Partnern (darunter Didi Thurau) gewann. Seinen ersten Erfolg hatte er mit Klaus Bugdahl 1970 in Berlin. Zudem belegte er mehrfach Podiumsplätze bei Deutschen Meisterschaften in verschiedenen Bahnrad-Disziplinen.

### Doping
Im Januar 2014 äußerte sich Tschan in einem Interview mit der FAZ zum Thema Doping: Für ihn habe, wie für 90 Prozent seiner Profi-Kollegen, Doping zum beruflichen Alltag gehört. Vor allem Amphetamine und hoch dosiertes Cortison seien weit verbreitet gewesen. Er schätze, „dass 20 Prozent der Fahrer süchtig waren“.Viele ihm bekannte Radsportler seiner Generation seien an den Folgen des Dopings gestorben. Deshalb könnte er ausflippen, wenn er „Stimmen höre, die Doping legalisieren wollen“.

## Berufliches
Tschan absolvierte eine Ausbildung zum Feinmechaniker.